# Premi Robert 1996
La 13ª edizione dei Premi Robert si è svolta a Copenaghen nel 1996.

## Vincitori
- Miglior film: Menneskedyret, regia di Carsten Rudolf
- Miglior attore protagonista: Ulf Pilgaard - Farligt venskab
- Miglior attrice protagonista: Puk Scharbau - Kun en pige
- Miglior attore non protagonista: Søren Pilmark - Menneskedyret
- Miglior attrice non protagonista: Birthe Neumann - Kun en pige
- Miglior sceneggiatura: Carsten Rudolf - Menneskedyret
- Miglior fotografia: Anthony Dod Mantle - Menneskedyret
- Miglior montaggio: Morten Giese - Menneskedyret
- Miglior scenografia: Viggo Bentzon - Kun en pige
- Migliori costumi: Manon Rasmussen - Kun en pige
- Miglior musica: Anders Koppel - Menneskedyret
- Miglior sonoro: Hans Møller - Menneskedyret
- Miglior trucco: Elisabeth Bukkehave - Menneskedyret
- Miglior film straniero: Smoke, regia di Wayne Wang
- Miglior cortometraggio/documentario: Haiti. Uden titel, regia di Jørgen Leth ex aequo Carl Th. Dreyer: Min metier, regia di Torben Skjødt Jensen